# 御嶽 (小惑星)
御嶽（おんたけ、2330 Ontake）は、小惑星帯に位置する小惑星。
1977年2月、長野県の東京天文台木曾観測所で、香西洋樹と古川麒一郎が発見した。

## 名称
木曾観測所にほど近い御嶽山（御岳）に因む。命名は1981年3月の小惑星回報（MPC 5851）で公表された。
長野県と岐阜県にまたがる御嶽山は、標高3067mの火山で、1979年に有史以来初の噴火を起こした。なお、命名文には3063mとあるが、これは頂上付近の三角点の高さである。
このほか、木曾観測所やその周辺の地名に関連した命名が行われた小惑星として、(2271) 木曾、(2470) 上松、(2924) 三岳村、(2960) 王滝 がある。

## 註
1. ↑  MPC 5851（1981年3月1日）